# 1414 Jerome
Jerome (asteróide 1414) é um asteróide da cintura principal com um diâmetro de 17,24 quilómetros, a 2,3515415 UA. Possui uma excentricidade de 0,1564899 e um período orbital de 1 700,17 dias (4,66 anos).
Jerome tem uma velocidade orbital média de 17,83863219 km/s e uma inclinação de 8,83052º.
Esse asteróide foi descoberto em 12 de Fevereiro de 1937 por Louis Boyer.